# Euphorbia kitagawae
Euphorbia kitagawae är en törelväxtart som först beskrevs av Isao Hurusawa, och fick sitt nu gällande namn av Masao Kitagawa. Euphorbia kitagawae ingår i släktet törlar, och familjen törelväxter. Inga underarter finns listade i Catalogue of Life.